# Jacobuskerk (Eindhoven)
De Jacobuskerk is een protestants kerkgebouw in Eindhoven in de Nederlandse provincie Noord-Brabant. De kerk is gelegen aan Orionstraat 5.

## Geschiedenis
Deze kerk werd in 1968-1969 gebouwd als katholiek kerkgebouw, maar in 1973 werd de kerk, wegens financiële problemen, afgestoten. Hij werd overgenomen door de Gereformeerde Kerken vrijgemaakt die in 2023 opging in de Nederlandse Gereformeerde Kerken. De streekgemeente omvat ongeveer 200 gelovigen, afkomstig uit Eindhoven en de directe omgeving daarvan.
Vanaf 2019 werd gekeken naar een wijze waarop het kerkgebouw kon worden gerenoveerd, waarbij tevens de betekenis van de kerk voor de omliggende wijk Oude Gracht kon worden versterkt.
In 2024 werden plannen bekendgemaakt die voorzien in een nieuwe kerkruimte die geïntegreerd is in een te bouwen woon-zorgflat.

## Gebouw
Het kerkgebouw werd ontworpen door Henricus Maria Koldewey in de stijl van het naoorlogs modernisme. Het betreft een vrij laag bouwwerk onder plat dak. Opvallend is de vrijstaande klokkentoren, gebouwd in staalprofiel.